# ماريانو بيكولي
ماريانو بيكولي (بالإيطالية: Mariano Piccoli)‏ (و. 1970  م) هو راكب دراجة هوائية إيطالي، ولد في ترينتو، شارك في طواف إسبانيا.

## سباقات أو مراحل فاز بها
| التاريخ        | السباق                 | المركز                                         |
| -------------- | ---------------------- | ---------------------------------------------- |
| 01 يناير 1993  | طواف إيطاليا 1993      | الثاني في تصنيف الجبال                         |
| 01 يناير 1994  | طواف أندلوسيا 1994     | الفائز في ترتيب التسلق                         |
| 01 يناير 1995  | طواف إيطاليا 1995      | الفائز في ترتيب التسلق                         |
| 07 أبريل 1995  | طواف إقليم الباسك 1995 | المرتبة 19 في التصنيف العام                    |
| 29 أبريل 1995  | جيرو ديل ترينتينو 1995 | المركز الثاني                                  |
| 01 يناير 1996  | طواف إيطاليا 1996      | الفائز في ترتيب التسلق                         |
| 01 يناير 1997  | طواف إيطاليا 1997      | الثاني في تصنيف الجبال، السادس في تصنيف النقاط |
| 27 سبتمبر 1997 | طواف إسبانيا 1997      | الثامن في تصنيف النقاط                         |
| 01 يناير 1998  | طواف إيطاليا 1998      | الفائز في ترتيب النقاط                         |
| 01 يناير 1999  | طواف إيطاليا 1999      | الثاني في تصنيف الجبال                         |
| 25 يوليو 1999  | سباق طواف فرنسا 1999   | الثالث في تصنيف الجبال                         |

## روابط خارجية
- ماريانو بيكولي على موقع الاتحاد الدولي للدراجات (الإنجليزية)
- ماريانو بيكولي على موقع أرشيف الدراجات (الإنجليزية)
- ماريانو بيكولي على موقع إحصائيات الدراجات الإحترافية (الإنجليزية)
- ماريانو بيكولي على موقع CycleBase (الإنجليزية)